# Mariusz Kieca
Mariusz Waldemar Kieca (ur. 5 listopada 1969 w Sosnowcu) – polski hokeista grający na pozycji bramkarza, trener hokejowy.

## Kariera zawodnicza

### Kluby
- Cracovia (1987–1994)
- KKH Katowice (1994–1998)
- SMS Warszawa (1998–1999)[1]
- GKS Tychy (1999–2002)
- KTH Krynica (2002–2003)

W ciągu 15 ligowych sezonów (do 2002 roku) rozegrał 493 mecze.

### Reprezentacja
Uczestniczył w turnieju hokejowym na Zimowej Uniwersjadzie 1993. 89-krotny reprezentant seniorskiej kadry Polski (1992–2001), olimpijczyk z Albertville (1992), uczestnik 9 turniejów o mistrzostwo świata: w Pradze, dwukrotnie w Kopenhadze, po razie w Bratysławie, Eindhoven, dwukrotnie w Katowicach, raz w Lublanie i Grenoble. W sumie na igrzyskach olimpijskich i mistrzostwach świata rozegrał 33 mecze.

### Sukcesy
Reprezentacyjne
- Awans do MŚ Elity: 2001

Klubowe
- Brązowy medal mistrzostw Polski (4 razy): 1995, 1997, 1998 z KKH Katowice, 2002 z GKS Tychy

## Kariera trenerska
Po zakończeniu kariery zawodniczej był szkoleniowcem SMS I Sosnowiec (2003-2010). Równocześnie pracował jako asystent trenera reprezentacji Polski do lat 18 i do lat 20.
Od 2010 do 2012 pracował jako trener w Zagłębiu Sosnowiec. Do 2 października 2012 roku był I trenerem. Do 2 listopada 2012 roku asystent I trenera. Następnie został trenerem drużyny Zagłębia w Centralnej Lidze Juniorów (drużyna zdobyła złoty medal MP w 2013) oraz szkoleniowcem bramkarzy w klubie. W maju 2013 został koordynatorem ds. szkolenia młodzieży w klubie HC GKS Katowice. Od maja 2014 asystent głównego szkoleniowca oraz trener bramkarzy Polonii Bytom. Będąc etatowym pracownikiem w SMS Bytom w połowie października 2017 został równolegle asystentem trenera Polonii Bytom.

## Życie prywatne
Jest synem Mariana i Donaty Haliny Wójcikiewicz. Jest żonaty (od 7 października 1998 jego żoną jest Katarzyna Małgorzata Paprotny). Mieszka w Sosnowcu. Jest nauczycielem wychowania fizycznego w jednym z katowickich liceów.